# Île des Boutres
Île des Boutres är en ö i Djibouti. Den ligger i den centrala delen av landet, 50 km väster om huvudstaden Djibouti.